# Büschfeld
Büschfeld ist ein Stadtteil der Stadt Wadern im Landkreis Merzig-Wadern im nördlichen Saarland. Das Dorf wird in Nord-Süd-Richtung von der Prims durchflossen. Büschfeld liegt im Schwarzwälder Hochwald und ist Teil des moselfränkischen Dialektraumes.

## Geographie

### Ortsteile

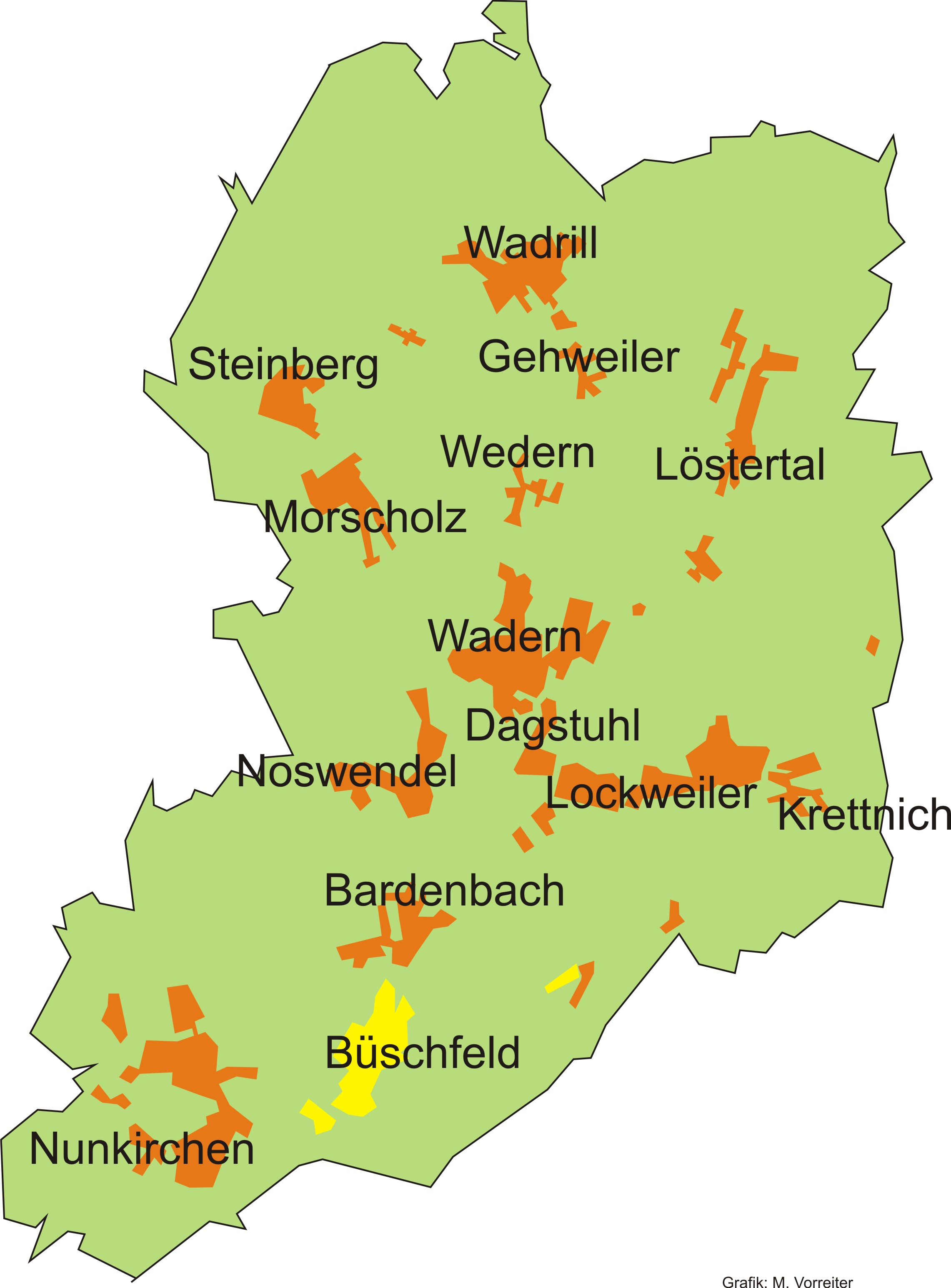
Lage von Büschfeld in der Stadt Wadern

Zum Stadtteil Büschfeld gehören die Ortschaften Überlosheim am Talrand des Losheimer Baches und ein Großteil von Vogelsbüsch. Überlosheim wurde 1835, Vogelsbüsch als Rodungssiedlung 1839 gegründet.

## Geschichte

### Mittelalter
Büschfeld wird zum 1. September 802 als Grenzpunkt „Byschofsvelt“ in einer unechten Urkunde erwähnt, die eine Waldschenkung Kaiser Karls des Großen an den Trierer Erzbischof Weomad zum Inhalt hat. Den gleichen Grenzverlauf mit dem Grenzpunkt „Bischofesfelt“ enthält eine echte Wildbannverleihung König Ottos I. vom 15. Mai 949 an den Trierer Erzbischof Ruotbert.
Gegen 1220 findet sich Büschfeld in einem Urbar (Güterverzeichnis) der Trierer Domkirche als „Bustvel, villa episcopi“. 1272 erscheint am 21. Oktober ein Hof „Bisfeldt“ in einer Urkunde der „Herren von Hagen“ (de la Haye, de Hainne, de Haynne), die den Hof von Herzog Friedrich III. von Lothringen zu Lehen hatten.
1322 belehnte der Trierer Erzbischof Balduin von Luxemburg Johann von Chambley und seine Ehefrau Beatrix mit der Burg Büschfeld („Castrum Bussefeld“). Deren Tochter Elisabeth heiratete in zweiter Ehe den Wildgrafen Otto von Kirburg. Derselbe Erzbischof Balduin belehnte 1350 beide mit „Burg und Dorf Bischvelt“.
Vom 6. Dezember 1368 datiert der älteste Trierer Lehnsbrief für die Herren von Hagen. Nach dem Tod Otto von Kirburgs wurden Thilmann von Hagen und seine Frau Else Bayer von Boppard von dem Trierer Erzbischof Kuno II. mit Gütern und Gefällen (= Einnahmen) zu Nunkirchen, Lebach, Michelbach und Bardenbach sowie der „Veste, Herrschaft und Dorf Bisfelt“ belehnt.
In der Folge teilte Büschfeld die Geschichte der Herrschaft Büschfeld der Herren von Hagen zur Motten. 1439 wurde Johann von Hagen, der Sohn Thilmanns, von Erzbischof Jakob I. von Sierck mit den Burgen Motte und Büschfeld mit Zubehör sowie Gütern in Düppenweiler belehnt. Sein Sohn Heinrich von Hagen erbte 1444 dieses Lehen. Am 17. Dezember 1477 wurde Thilmann von Hagen von dem Trierer Erzbischof Johann II. unter anderem mit Dorf und Herrschaft Büschfeld belehnt. 20 Jahre später, am 15. August 1497, wurden die Büschfelder und Bardenbacher Untertanen in einem „Vergleich“ zwischen demselben Trierer Erzbischof und Friedrich von Hagen von der Leibeigenschaft befreit.

### Frühe Neuzeit

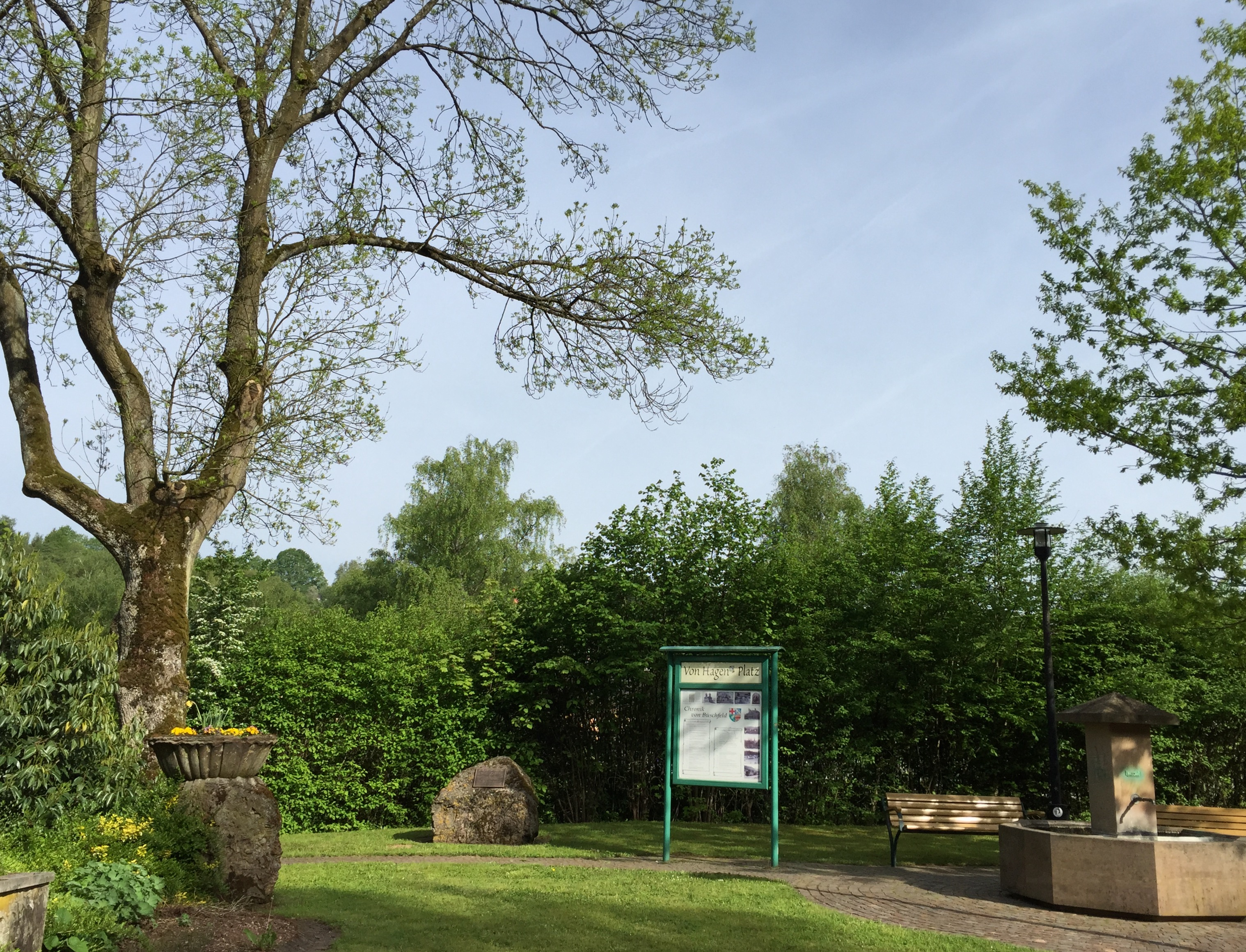
Der Von-Hagen-Platz in Büschfeld erinnert an die Adelsfamilie von Hagen

Das Hagen’sche Erbe Motte und Büschfeld wurde am 28. April 1546 zwischen den Vettern Nikolaus und Heinrich von Hagen aufgeteilt. Schloss und Haus Büschfeld fielen an Nikolaus und seine Erben. Nikolaus verstarb 1547. Er wurde in der Kirche zu Lebach beigesetzt. Er war der eigentliche Begründer der Hagenschen Seitenlinie Büschfeld. In der Lebacher Kirche ist heute noch seine Grabplatte zu sehen. Das Büschfelder Lehen fiel an seine beiden Söhne Kasper und Johann. Kasper war Amtmann zu St. Wendel und Blieskastel, als er am 7. September 1551 verstarb. Beerdigt wurde er im Dom zu St. Wendel, wo auch heute noch sein Wandgrabmal zu sehen ist. In einem Kaufvertrag von 1559 wurde der Ortsteil Biel zum ersten Mal urkundlich erwähnt, als „uff dem Boil zu Bardenbach“ (auch „uff dem Boil“/„Buel“). Mitglieder der evangelischen Linie der Herren von Hagen dienten als Amtmänner zu Saarbrücken und Kirchheim und wurden in der Stiftskirche Sankt Arnual beigesetzt.
1631/32 erreichten die Auswirkungen des Dreißigjährigen Krieges auch die Herrschaft Büschfeld. Raub, Mord und Seuchen dezimierten die Bevölkerung. Aus den zehn Haushaltungen eines Verzeichnisses von 1632 tauchen erst wieder 1651 drei Bewohner von Büschfeld in einer Steuerliste auf. 1635 stirbt Bernhard von Hagen. Da er nur Töchter hinterließ, ging das Mannlehen Büschfeld an seinen Cousin Johann Adam. 1655 verstarb dieser. Sein Sohn Johann Heinrich, später verheiratet mit Juliane Felicitas von Löwenstein zu Randeck, wurde sein Nachfolger.
1663 führt eine Steuerliste von Büschfeld neun Haushaltsvorstände auf. Johann Heinrich von Hagen musste 1680 beim Sonnenkönig Ludwig XIV. in Frankreich während der Reunionszeit um die Belehnung mit der hohen und der niederen Gerichtsbarkeit für seine Herrschaft nachsuchen. Im gleichen Jahr erhielt er den erblichen Freiherrenstand.

### 18./19. Jahrhundert
1707 bekundete die verwitwete Juliane Felicitas von Löwenstein zu Randeck, von ihrem ältesten Sohn Johann Wilhelm Ludwig 133 Reichstaler zur Reparatur des Schlosses Büschfeld bekommen zu haben. Am 1. Februar 1719 wurde Johann Wilhelm Ludwig von Hagen von dem Erzbischof von Trier mit den Dörfern Lebach, Michelbach, Bardenbach und mit Dorf und „Veste Büschfeld“ sowie Haus und Schloss zur Motten bei Lebach belehnt. Er war verheiratet mit Anna Maria Charlotte Freiin zu Eltz-Rotendorff. Von den sieben Kindern aus dieser Ehe sind der älteste Sohn und Lehnserbe Johann Hugo von Hagen, der letzte adlige Herr von Büschfeld und Reichshofratspräsident am kaiserlichen Hof in Wien, der spätere Chorbischof von Trier Karl Emmerich von Hagen – und Agnes Apollonia Elisabeth Antonia von Hagen, die spätere Herrin von Schloss Münchweiler, zu erwähnen. Freiherr Johann Wilhelm Ludwig von Hagen starb am 6. Juni 1750 im Alter von 69 Jahren. Seine letzte Ruhestätte fand er in der Liebfrauenkirche in Trier.
Um 1770 kam die Bannmühle von Büschfeld in die „temporale Erbpacht“ des herrschaftlichen Jägers Johann Friedrich Schmanck. In einer Statistik aus dem Jahre 1773 werden in Büschfeld „27 ganze Ehen, 1 Witwer und 7 Witwen“ aufgelistet. Sie hatten 51 Söhne und 49 Töchter – so dass zusammen 162 Personen in Büschfeld lebten. 1791 verstarb der Reichshofratspräsident Johann Hugo von Hagen im Alter von 84 Jahren in Wien ohne Nachkommen. 1794 begann nach der Flucht von Kurfürst Clemens Wenzeslaus für Kurtrier die „Franzosenzeit“. Für das wohl schon in schlechtem Zustand befindliche Schloss Büschfeld kam durch die sich bis 1805 hinziehenden Erbstreitigkeiten um den Hagen'schen Nachlass das baldige bauliche Ende.
Der neue Besitzer Nikolaus Ludwig Georg Friedrich Paul de la Haye schien für Schloss Büschfeld keine Verwendung mehr zu haben. Das wurde durch die geänderten rechtlichen Bedingungen unter der französischen Verwaltung „der Selbstbewirtschaftung“ noch verstärkt. Die Erben von Nikolaus Ludwig mussten 1820–1823 alle Hagen'schen Güter nebst Burgruine auf Büschfelder Gebiet verkaufen. Damit kam die inzwischen vollständig verfallene Burgruine 1823 in den Besitz der Familie Schmanck. Diese baute aus den Bruchsteinen der Ruine das noch heute existente Haus Schmanck-Pantenburg. Die letzten Reste der Burg wurden 1897 beim Bau der Staatsbahn Lebach–Nonnweiler und 1903 beim Bau der Merzig-Büschfelder-Eisenbahn beseitigt.
Büschfeld gehörte bis zum Ende des Ersten Weltkrieges dem Landkreis Merzig an, der Bestandteil des preußischen Regierungspräsidiums Trier war. Dieser Landkreis wurde im Jahre 1920 nach den Bestimmungen des Versailler Vertrages dem unter Völkerbundsverwaltung stehenden Saargebiet zugewiesen – mit Ausnahme der Hochwaldgemeinden (Amtsbezirke Wadern, Losheim und Weiskirchen), darunter auch Büschfeld, die unter der Bezeichnung „Restkreis“ weiter beim Regierungspräsidium Trier verblieben. Die landrätliche Verwaltung des „Restkreises“ befand sich in Wadern. Nach dem Zweiten Weltkrieg verfügte Frankreich die Zugehörigkeit des „Restkreises“ zu dem unter französischem Einfluss stehenden neu gebildeten Saarland.
Am 1. Januar 1957 wurde das Saarland und damit auch Büschfeld wieder ein Teil Deutschlands. Im gleichen Jahr wurde der Ortsteil Biel aus Büschfeld ausgegliedert und mit der Gemeinde Bardenbach vereinigt.
Im Rahmen der saarländischen Gebiets- und Verwaltungsreform wurde am 1. Januar 1974 die bis dahin eigenständige Gemeinde Büschfeld aufgelöst und der neuen Gemeinde, ab 1978 Stadt Wadern zugeordnet.

## Politik

### Ortsrat
Ergebnisse der Ortsratswahlen vom 9. Juni 2024:
- SPD: 59,66 %, 5 Sitze
- CDU: 40,34 %, 4 Sitze

### Ortsvorsteher
Seit der Gebietsreform 1974:
- Karl Thome (1969 bis 1979)[7]
- Hans Haben (1979 bis 1996)
- Helmut Krämer (1996 bis 2003)
- Armin Fuchs (2003 bis 2014)
- Sven Bey, CDU (2014 bis 2019)
- Albert Lang, SPD (2019 bis 2024)
- Markus Krämer, SPD (ab 2024)

### Wappen
Das Wappen des Ortes wurde von den Heimat- und Geschichtsfreunden Büschfeld entworfen. Das silberne Kreuz links oben deutet auf jahrhundertelange Zugehörigkeit zum kurtrierisch-kurfürstlichen Herrschaftsbereich. Der silberne Wellenbalken rechts oben symbolisiert die Lage des Ortes an der Prims; das goldene, vierspeichige Mühlenrad die jahrhundertealte Mühle sowie für die Neuzeit Handwerk und Industrie. Die Speichen des Mühlrades sollen auf die Ortsteile Büschfeld, Überlosheim, Vogelsbüsch und den ehemaligen Ortsteil Biel hinweisen. Ein in Grün eingebundener silberner Lohschlüssel links unten deutet auf die ehemalige Niederwaldbewirtschaftung (Lohhecken) hin. Das goldene Eichenblatt symbolisiert Waldreichtum. Der rote Balken mit den 15 roten Schindeln rechts unten ist das Wappen der Herren von Hagen, die von 1370 bis zur französischen Revolution Grund- und Gerichtsherren waren.

## Kultur und Sehenswürdigkeiten

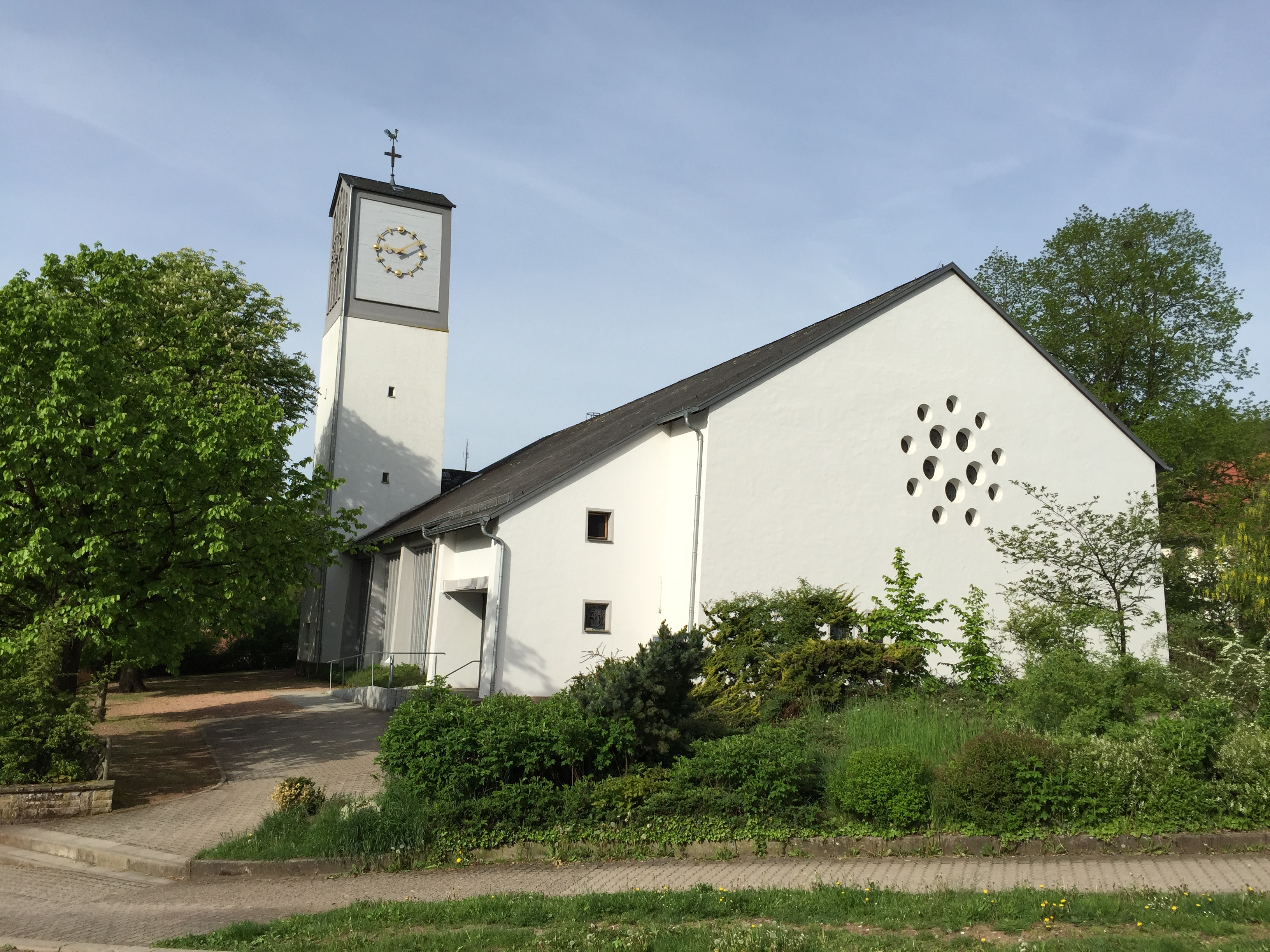
Die Kirche in Büschfeld wurde 1958/59 neu errichtet

### Veranstaltungen
- Fastnachtsumzug am Fastnachtssonntag
- Kirmes (Mitte August)

### Vereine
Die wichtigsten Vereine in alphabetischer Reihenfolge:
- Angelsportfreunde „Forelle“ Büschfeld
- Berg- und Hüttenarbeiterverein Büschfeld
- Freier Jugendclub Büschfeld „Club 74“
- Garten- und Naturfreunde Büschfeld
- Karnevalsverein „Nawwel der Welt“
- Katholische Frauengemeinschaft
- Katholischer Kirchenchor
- Männergesangverein Lyra Büschfeld
- SC Fortuna Büschfeld
- Sportfreunde Rot Blau
- Vereinsgemeinschaft Büschfeld

## Wirtschaft und Infrastruktur
Büschfeld verfügt mit der Schlossberghalle über eine Sport- und Festhalle. Zu den weiteren Ausstattungsmerkmalen gehören ein Sportplatz, ein Bogen-FITA-Platz, eine Tennisanlage, Kinderspielplätze in Büschfeld und Überlosheim, das Bürgerhaus in Überlosheim, ein Jugendclub, ein Feuerwehrhaus, das Naturschutzgebiet „Primsaue/Primsleiste“, das Naherholungsgebiet „Nachtborn“ und eine Weiheranlage.
Anfang des 20. Jahrhunderts wurde ein kleiner Stollen oberhalb des Ortes in den Fels getrieben. Dort wurde das Mineral Pyrolusit, auch „Weichmanganerz“ genannt, gefunden.
Im Jahre 1947 durch Hellmuth Lemm und Paul Vogt als „SaarGummiwerk, Hellmuth Lemm GmbH“ gegründet, widmete sich das Unternehmen zunächst der Herstellung von Kautschukartikeln aller Art sowie der Runderneuerung und dem Handel mit Autoreifen. Nach dem Ausscheiden von Hellmuth Lemm aus der Geschäftsführung im Juni 1948 und dem Verkauf seiner Anteile an das Ehepaar Vogt wurde die Firma in Saar-Gummiwerk GmbH umbenannt. Nach mehreren Eigentümerwechseln und einer Insolvenz im Jahr 2010 befindet sich das Unternehmen heute im Besitz des chinesischen Mischkonzerns CQLT. 850 Mitarbeiter sind am Standort Büschfeld beschäftigt.

### Medien
- Saarbrücker Zeitung
- Wochenspiegel Hochwald
- Amtliches Bekanntmachungsblatt der Stadt Wadern

### Erziehungs- und Bildungseinrichtungen
- Städtische Kita Pfiffikus Büschfeld

## Persönlichkeiten, die mit Büschfeld verbunden sind
- Hans Kasper (1939–2023), ehemaliger Landtagspräsident und Finanzminister des Saarlandes, lebt seit 1947 in Büschfeld. Kasper war etliche Jahre in Wadern auch kommunalpolitisch tätig